# Naturschutzgebiet Ziegenhardt-Heideköppel
Das Naturschutzgebiet Heideköppel mit einer Größe von 48,15 ha liegt zwischen Berge und Medelon im Stadtgebiet von Medebach. Es wurde 2003 mit dem Landschaftsplan Medebach durch den Hochsauerlandkreis als Naturschutzgebiet (NSG) ausgewiesen. Das NSG ist Teil des Europäischen Vogelschutzgebiets Medebacher Bucht. Das NSG gehört auch zum FFH-Gebiet Waldreservat Glindfeld-Orketal.

## Gebietsbeschreibung
Im NSG handelt es sich um ein Waldgebiet mit Rotbuchen. Bei dem steil ins Orketal abfallenden Teilbereich handelt es sich um extrem krüppelwüchsigen Niederwald. Es gibt eine Heidefläche im NSG. Im NSG kommen gefährdete Pflanzenarten vor.

## Pflanzenarten im NSG
Auswahl vom Landesamt für Natur, Umwelt und Verbraucherschutz Nordrhein-Westfalen dokumentierter Pflanzenarten im Gebiet: Aronstab, Besenginster, Besenheide, Blutwurz, Dreinervige Nabelmiere, Echte Nelkenwurz, Eichenfarn, Frauenfarn, Fuchssches Greiskraut, Gegenblättriges Milzkraut, Gewöhnliche Goldnessel
Gewöhnlicher Dornfarn, Großer Dornfarn, Großes Hexenkraut, Harzer Labkraut, Heidelbeere, Jakobs-Greiskraut, Kleines Habichtskraut, Kriechender Hahnenfuß, Maiglöckchen, Mauerlattich, Quirlblättrige Weißwurz, Rippenfarn, Roter Fingerhut, Ruprechtskraut, Salbei-Gamander, Schmalblättriges Weidenröschen, Schönes Frauenhaarmoos, Sumpf-Labkraut, Sumpf-Vergissmeinnicht, Wald-Bingelkraut, Waldmeister, Wiesen-Schaumkraut und Zwiebel-Zahnwurz.

## Schutzzweck
Das NSG soll das Waldgebiet mit seinem Arteninventar schützen. Wie bei allen Naturschutzgebieten in Deutschland wurde in der Schutzausweisung darauf hingewiesen, dass das Gebiet „wegen der Seltenheit, besonderen Eigenart und Schönheit des Gebietes“ zum Naturschutzgebiet erklärt wurde.